# صناعة السينما
صناعة السينما أو صناعة الأفلام كما تُعرَف أيضاً باسم صناعة الصور المتحركة (كرتون) هي مصطلحات تستخدم للإشارة إلى المؤسسات التجارية والتقنية التي تدخل في عملية إنتاج الأفلام ويشتمل ذلك على شركات الإنتاج واستديوهات الأفلام والتصوير السينمائي وتحريك الصور ومهرجانات الأفلام والتوزيع والممثلين والمخرجين وغير ذلك من المدخلات. وتعد هوليوود واحدة من أقدم وأضخم صناعات السينما في العالم.
في عام 2019 بلغت قيمة شباك التذاكر العالمي 42.2 مليار دولار. وعند تضمين إيرادات شباك التذاكر والترفيه المنزلي، بلغت قيمة صناعة السينما العالمية 136 مليار دولار في عام 2018. وتعتبر هوليوود أقدم صناعة أفلام وطنية في العالم، والأكبر من حيث إجمالي إيرادات شباك التذاكر. والسينما الهندية أكبر صناعة أفلام وطنية من حيث عدد الأفلام المنتجة، إذ يجري إنتاج 2446 فيلمًا بشكل سنوي منذ عام 2019. واعتبارًا من عام 2021 حققت السينما الصينية أعلى مبيعات التذاكر السنوية حيث جرى بيع 1156 مليون تذكرة.

## صناعة السينما الحديثة
بلغ حجم شباك التذاكر في السوق السينمائية العالمية 42.2 مليار دولار أمريكي في عام 2019. وكانت أعلى ثلاث قارات / مناطق بالإيرادات حسب إجمالي شباك التذاكر: آسيا والمحيط الهادئ بمبلغ 17.8 مليار دولار أمريكي، والولايات المتحدة وكندا بمبلغ 11.4 مليار دولار أمريكي، وأوروبا والشرق الأوسط وشمال أفريقيا 10.3 مليار دولار أمريكي. واعتبارًا منذ عام 2019 كانت أكبر الأسواق حسب شباك التذاكر بترتيب تنازلي هي الولايات المتحدة والصين واليابان وكوريا الجنوبية والمملكة المتحدة وفرنسا والهند. وأيضًا اعتبارًا من العام 2019 كانت الدول التي لديها أكبر عدد من الإنتاج السينمائي هي الهند ونيجيريا والولايات المتحدة. وفي أوروبا تعد إيطاليا وفرنسا وألمانيا وإسبانيا والمملكة المتحدة مراكز مهمة لإنتاج الأفلام.

### الولايات المتحدة
كان للسينما في الولايات المتحدة التي يشار إليها عادة باسم هوليوود تأثير عميق على السينما في جميع أنحاء العالم منذ أوائل القرن العشرين. والسينما الأمريكية (هوليوود) هي أقدم صناعة أفلام في العالم وأيضًا أكبر صناعة أفلام من حيث الإيرادات. وتعتبر هوليوود حلقة الوصل الأساسية لصناعة السينما الأمريكية مع مرافق دراسة الأفلام الراسخة مثل معهد الفيلم الأمريكي، ومدرسة لوس أنجلوس للسينما، وأكاديمية نيويورك للأفلام التي يجري إنشاؤها في المنطقة. ومع ذلك فإن أربعة من استديوهات الأفلام الستة الكبرى مملوكة لشركات الساحل الشرقي. وتعد استديوهات الأفلام الرئيسية في هوليوود بما في ذلك مترو غولدوين ماير وتوينتيث سينشوري ستوديوز وباراماونت بيكتشرز المصدر الأساسي لأكثر الأفلام نجاحًا تجاريًا في العالم، مثل صوت الموسيقى (1965)، وحرب النجوم (1977)، وأفاتار (2009).
تنتج استديوهات الأفلام الأمريكية اليوم ما مجموعه عدة مئات من الأفلام كل عام، ما يجعل الولايات المتحدة واحدة من أكثر صانعي الأفلام إنتاجًا في العالم. وشركة والت ديزني - التي تمتلك استديوهات والت ديزني - هي الوحيدة التي مقرها في كاليفورنيا الجنوبية. بينما يقع المقر الرئيسي لشركة سوني بيكتشرز إنترتينمنت في كولفر سيتي في كاليفورنيا، ويقع المقر الرئيسي لشركتها الأم شركة سوني في طوكيو، اليابان. ومعظم عمليات التصوير الآن تجري في كاليفورنيا ونيويورك ولويزيانا وجورجيا وكارولاينا الشمالية. وكانت نيو مكسيكو ولا سيما في منطقتي ألباكركي وسانتا في ولاية ذات شعبية متزايدة للتصوير؛ مثل مسلسل اختلال ضال (بريكنغ باد) جرى تصويره هناك، وجرى تصوير أفلام مثل لا بلد للعجائز وراست هناك. وبين عامي 2009 و2015 حققت هوليوود باستمرار أرباحًا بقيمة 10 مليار دولار (أو أكثر) سنويًا. ويقام في هوليوود حفل معروف رسميًا باسم جوائز الأوسكار، من قبل أكاديمية فنون وعلوم الصور المتحركة (إي إم بّي إيه إس) كل عام، واعتبارًا منذ عام 2019 جرى منح أكثر من 3000 جائزة أوسكار.
في 27 أكتوبر عام 1911 أنشأت شركة نيستور فيلم أول إستوديو أفلام دائم في هوليوود. وسمح الطقس في كاليفورنيا بالتصوير على مدار العام. وفي عام 1912 تشكلت يونيفرسال بيكتشرز بدمج نيستور والعديد من شركات الأفلام الأخرى، بما في ذلك شركة إندبندنت موفينغ بيكتشرز (أي إم بّي).

### فرنسا
تعتبر فرنسا مسقط رأس السينما وكانت مسؤولة عن العديد من مساهماتها الهامة في الشكل الفني وعملية صناعة الأفلام نفسها. وبدأت العديد من الحركات السينمائية المهمة في البلاد، بما في ذلك الموجة الجديدة في السينما الفرنسية. ومن الملاحظ وجود صناعة سينمائية قوية بشكل خاص، ويرجع ذلك جزئيًا إلى الحماية التي توفرها الحكومة الفرنسية.
تتشابك السينما الفرنسية أحيانًا مع سينما الدول الأجنبية. مع مخرجين من دول مثل بولندا (رومان بولانسكي، وكريستوف كيشلوفسكي، وأندريه زولاواسكي)، والأرجنتين (غاسبار نوي، وإدغاردو كوزارينسكي)، وروسيا (ألكسندر ألكييف، وأناتول ليتفاك)، والنمسا (مايكل هاينيكي)، وجورجيا (جيلا بابلواني، وأوتار إيوسيلياني) بارزين في صفوف السينما الفرنسية. وعلى النقيض من ذلك كان لبعض المخرجين الفرنسيين حياتهم المهنية في بلدان أخرى، مثل لوك بيسون، وجاك تورنيور، وفرانسيس فيبير في الولايات المتحدة.
وهناك عنصر آخر يدعم هذه الحقيقة هو أن باريس لديها أعلى كثافة لدور السينما في العالم، مقاسة بعدد دور العرض لكل فرد، وأنه في معظم دور السينما في «وسط مدينة باريس» تكون الأفلام الأجنبية منعزلة عن «دور السينما» وتعرض في أماكن أخرى جنبًا إلى جنب مع الأعمال «الرائجة». وحقق فيليب بينان في 2 فبراير عام 2000 أول عرض سينمائي رقمي في أوروبا، باستخدام تقنية دي إل بّي سينما التي طورتها شركة تكساس إنسترومنتس في باريس. وتضم باريس أيضًا سيتي دو سينما (مدينة السينما)، وهو إستوديو رئيسي شمال المدينة، وديزني إستوديو، وهي مدينة ملاهي مخصصة للسينما وثالث مدينة ملاهي بالقرب من المدينة خلف ديزني لاند وبارك أستريكس.
في عام 2015 شهدت فرنسا رقمًا قياسيًا في إنتاج 300 فيلم طويل. ومثلت أفلام الولايات المتحدة والمملكة المتحدة 44.9% فقط من إجمالي الإدخالات في عام 2014. ويرجع ذلك بشكل كبير إلى القوة التجارية للإنتاج المحلي، والتي مثلت 44.5% من المشاركات في عام 2014 (35.5% في عام 2015؛ 35.3% في عام 2016). وفي منتصف العقد الأول من القرن الحادي والعشرين جرى وصف صناعة السينما الفرنسية بأنها «أقرب إلى الاكتفاء الذاتي تمامًا من أي دولة أخرى في أوروبا، حيث تستعيد نحو 80-90% من ميزانيتها في الإيرادات المتولدة من السوق المحلية». وفي عام 2018 حققت الأفلام الفرنسية في شباك التذاكر الدولي ما قيمته 237 مليون يورو مع 40 مليون إدخال (بانخفاض 52% عن عام 2017)، وكانت إيطاليا هي السوق الخارجية الأولى.

## تاريخ السينما
ظل الإنسان منذ القدَم يَحْلم بتصوير الأشياء في حالة حركة إلى أن جاءت السنوات الأخيرة من القرن التاسع عشر الميلادي ببعض الاختراعات الصناعية، التي أدَّت في النهاية إلى تقديم مجموعة من الصور على شريط وعرضها بطريقة تجعلها تبدو متحركة.
أشهر المحاولات المُبَكِّرة في هذا الصدد محاولة المصور الإنجليزي الأصل إدوارد ماي بردج في عامي 1877 و1878 ، بتقديم مجموعة من الصور لحصان يجري وذلك عن طريق استخدام 12 ثم 24 آلة تصوير من مواقع ثابتة؛ لتصوير الحصان وهو يجري. وقد أدى نجاح تلك التجربة إلى تشجيع عدد من المخترعين في أمريكا، وإنجلترا، وفرنسا على السير في الاتجاه نفسه، وهكذا جاء أول عرض للصور المتحركة عام 1893 حينما قدَّم أديسون جهاز عرض الصور المتحركة، وهو صندوق أسود تَمُر داخلهُ مجموعة من الصور غير المكبرة ويشاهدها متفرج واحد من خلال ثـقب لمدة تسعين ثانية. وسرعان ماتم استبدال أجهزة عرض بهذا الصندوق، تقوم بتكبير الصور وعرضها على الشاشة أمام أكثر من متفرج في الوقت نفسه.
وسرعان ما انتشرت العروض السينمائية في المدن الأمريكية الكبرى، ثم بدأت قوافل العروض المتنقلة في حمل تلك العروض إلى المدن الصغيرة والقرى. وفي نهايات القرن التاسع عشر الميلادي بدأت تظهر دور العرض التي أُقِيمَت خِصِّيصًا لعرض الأفلام السينمائية.
كانت السينما في أيامها الأولى تركز على تقديم إعادة تمثيل الأحداث المهمة والتجسيد الحي للقصص الشعبية، لكن التطوّرات كانت تمهِّد بسرعة للتحوُّل إلى تقديم الأفلام الروائية. وهكذا قدَّم إدوين بورتر، أول عمل روائي في تاريخ السينما عام 1903، وهو سرقة القطار الكبرى وهو فيلم روائي مدتُهُ 11 دقيقة جاء حدثًا مثيرًا في تاريخ السينما.

## انطلاقة هوليوود

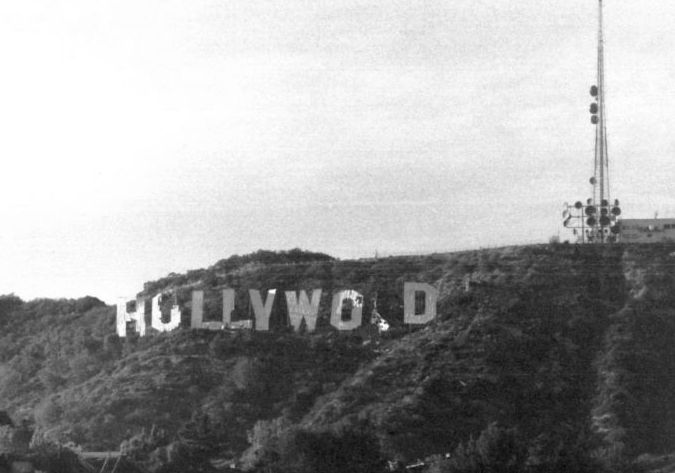
هوليوود 1970

في السنوات الأولى لصناعة السينما كان عدد كبير من المدن الأمريكية يقوم بإنتاج الأفلام السينمائية، لكن بمرور الوقت ومع تطور صناعة السينما، بدأ المنتجون يتجهون أكثر وأكثر إلى جنوبي كاليفورنيا حيث المناخ الملائم للتصوير طوال العام. وقبل نشوب الحرب العالمية الأولى عام 1914م، كانت بعض الشركات المنتجة قد أقامت لنفسها عددًا من أماكن التصوير (الاستديوهات) حول منطقة هوليوود في لوس أنجلوس. ثم حدثت بعض التطورات الدولية التي أدَّت إلى انفراد تلك المنطقة بالسيطرة على صناعة السينما في العالم وارتباط ذلك الفن الجديد باسم هوليوود. ومن أبرز تلك التطورات أن الحرب العالمية الأولى قَضَت على المنافسة الأوروبية القوية للسينما الأمريكية، فقد ركزت حكومتا إيطاليا وفرنسا جهودهما للقتال وسَحَبَتا دعمهما المادي لصناعة السينما في هاتين الدولتين، وهكذا انفردت هوليوود بالساحة وبدأ المخرجون والمنتجون ينفقون بِبَذَخ لتقديم المناظر والملابس المبهرة لتنفرد هوليوود بقمة صناعة السينما بلا منازع.
لكن ذلك لا يعني انفراد هوليوود المطلق بصناعة السينما في العالم، فسرعان ماعادت أوروبا لمنافسة الولايات المتحدة في صناعة السينما، وبخاصة فيما يتعلق بتطبيق بعض الأساليب الفنية الجديدة على فن السينما كالتعبيرية، وهكذا ظهرت التعبيرية في السينما الألمانية لتركِّز على الواقع النفسي، وليس مجرد الواقع الظاهري أو الخارجي. وفي الاتحاد السوفييتي (السابق) ابتداءً من عام 1922م، بدأت حركة سينمائية نشطة كان أبرز مُخْرجيها سيرجي آيزنشتين الذي رفع السينما السوفييتية الصامتة بفيلمه بوتمكين في عام 1925م، إلى مصاف السينما العالمية.

## السينما الناطقة
حتى منتصف العشرينيات من القرن العشرين كانت السينما صامتة، إذ كانت الأفلام تؤدَّى بمصاحَبة الموسيقى الحية، أو حتى الحوار المباشر، ثم المقدمات والنهايات (التترات) المطبوعة على الشريط فيما بعد.
وبحلول عام 1927، كانت جهود المخترعين قد آتت ثمارها. وهكذا تم في هذا العام تقديم أول فيلم ناطق وهو مغني الجاز الذي تم فيه تحقيق التزامن بين الشريط السينمائي وأسطوانة الصوت المسجلة. وبحلول عام 1929، أصبحت عملية تسجيل الصوت على شريط الصورة عملية شائعة، وهكذا انتهت السينما الصامتة إلى الأبد.
في السنوات التي سبقت بداية الحرب العالمية الثانية عام 1939، حدثت بعض التطورات على الساحتين الأمريكية والدولية. في هوليوود شَهدَت الثلاثينيات من القرن العشرين الميلادي دخول لونين من الأفلام الروائية إلى الساحة بتركيز واضح، وهما الفيلم الغنائي الاستعراضي وفيلم العصابات. وفي الوقت نفسه فإن ظهور أنظمة القهر السياسي في الاتحاد السوفييتي (سابقًا) وألمانيا النازية أدَّت إلى هجرة عدد كبير من المبدعين من أوروبا إلى الولايات المتحدة، مما أضاف دماءً جديدة إلى الحركة السينمائية في هوليوود.
وفي سنوات الحرب العالمية الثانية، خاصة بعد أن دخلتها أمريكا عام 1941؛ تفرَّغَت السينما الأمريكية للمساهمة في المجهود الحربي عن طريق تقديم الأفلام الحربية الوثائقية والأفلام الروائية التي تشحذ الهِمَم والعَزَائم.
وقد أدت الحرب إلى اتجاه المخرجين والكُتَّاب لمناقشة آثارها الاجتماعية، فيما سمي بواقعية مابعد الحرب، أو الواقعية الجديدة، وهي واقعية دفعت بالمخرجين إلى تصوير المناظر في مواقعها الطبيعية، وإلى استخدام الممثلين غير المحترفين. ومن أشهر مخرجي ذلك الاتجاه روبرتو روسيليني وفيتوريو دي سيكا.
في الوقت نفسه شهدت الخمسينيات من القرن العشرين الميلادي في الولايات المتحدة الأمريكية تراجعًا واضحًا في صناعة السينما؛ وذلك بسبب المنافسة التي قدمها الوافد الجديد، وهو التلفاز. إلى درجة أنْ انخفض إنتاج هوليوود من 550 فيلمًا في العام قبل الحرب إلى 250 فيلمًا في الخمسينيات من القرن العشرين.